# Családi napközi
A családi napközik rendszere a rendszerváltás utáni években kapott nagy hangsúlyt, amikor is a gazdasági és társadalmi változásoknak köszönhetően a napközbeni gyermekellátás is jelentősen átalakult: a működő intézmények az eddiginél is jobban igyekeztek igazodni a családok igényeihez mind az általuk nyújtott alapellátást rugalmasabbá tételével, mind az azokhoz kapcsolódó új szolgáltatások bevezetésével. Kialakulását a külföldi tapasztalatok tanulmányozása, hazai modellkísérlet és módszertani-szakmai anyagok kidolgozása előzte meg.

## Általános tudnivalók
A családi napközi a gyermekjóléti alapellátás része, egy olyan szolgáltató tevékenység, ami családias környezetben, kis létszámmal biztosítja a gyermekek napközbeni ellátását. A családi napköziben az ellátást nyújtó személy saját otthonában, vagy erre a célra kialakított családias környezetben fogadja a 20 hetes - 14 éves gyermekeket. Nem minősül intézménynek, ezért létezésére és működtetésére vonatkozóan nem az intézményekre előírt rendelkezéseket kell alkalmazni.
Ez a rendszer a lakókörnyezetben bármilyen kisszámú igény kielégítésére alkalmas és képes igazodni a szülők időbeosztásához, rugalmas. Mivel kis létszámú gyermekcsoportok alakulnak meg, így rendkívül jó esélyt teremt az egyes gyermek fejlettségét, egyéni szükségleteit figyelembe vevő felügyeletre, gondozásra. Emellett az anyák akkor tudnak visszamenni dolgozni, amikor azt nekik felajánlják, és ez nem függ a napközbeni ellátás hiányától. Valamint javulna a nők munkavállalási esélye is, mert van hová biztonsággal elhelyezni gyermekeiket.

## Működési feltételek
A szolgáltatás biztosítása működési engedélyhez kötött, a megyei Kormányhivatal Szociális és Gyámhivatal felügyeletével, meghatározott elvárások és feltételek szerint, ellenőrzötten működik.
A fenntartó lehet:
- állam (pl.: önkormányzat, kistérség, stb.)
- nem állami humán (gazdasági vagy civil szereplő)
- egyház.
A családi napközi működhet önállóan, illetve hálózatban. Szükségeltetik egy szakmai programot is létrehozni, amelyben a szolgáltatás működését meghatározó célokat, feladatokat és az azokhoz rendelt feltételeket kell leírni.
A finanszírozás általában állami részről (állami támogatás), valamint a személyi térítési díj befizetésével történik.
Az ellátás megkezdésekor a fenntartó és a fenntartó által megbízott személy megállapodást köt a szülővel, melynek tartalmaznia kell:
- az ellátás kezdetének időpontját/időtartamát,
- az ellátás által nyújtott szolgáltatások tartalmát/módját,
- a személyi térítési díj megállapítására és megfizetésére vonatkozó szabályokat,
- az ellátás megszüntetésére vonatkozó szabályokat, megszűnésének módját,
- a megállapodással érintett gyermek és törvényes képviselője személyazonosító adatait,
- a térítési díj fizetésére kötelezett személy nevét/lakcímét, a
- nyitvatartási időn túli ellátás, kiegészítő szolgáltatások díját.

## A családi napközi ellenőrzése
A működést engedélyező szerv legalább kétévente ellenőrzi, hogy a szolgáltató a jogszabályban és a működési engedélyben foglaltaknak megfelelően működik-e. A szociális és gyámhivatal legalább négyévente ellenőrzi a szakmai munkát.
A Szociális és Gyámhivatal soron kívül is tarthat helyszíni ellenőrzést, abban az esetben, ha tudomására jut, hogy a gyermekek elhelyezésére szolgáló épületek állaga, vagy a szolgáltató működése a gyermekek életét, testi épségét vagy egészségét veszélyezteti, illetve más alkotmányos jogait sérti.
Ezenkívül az illetékes ÁNTSZ és Fogyasztóvédelem is átvizsgálhatja a higiéniai viszonyokról és a felhasznált alapanyagok megfelelőségéről.

## Családi napközi szakmai feltételei - Általános követelmények
A Családi napközi szakmai, valamint egyéb feltételeiről bővebb információt a módszertani útmutatókból kaphatunk.
Családi napközi működhet kertes családi házban, lakásban, illetve e célra kialakított helyiségben, épületben. Létrehozáskor biztosítani kell a helyiségek rendeltetésének megfelelő szellőzési, fűtési, természetes és mesterséges megvilágítási lehetőségeket, valamint a balesetmentességet. Folyamatos ivóvíz-minőségű hideg és meleg víz ellátásról gondoskodni kell. A szennyvizet közcsatornába kell vezetni, ennek hiányában a területileg illetékes hatóságok előírásai szerint kell azt elhelyezni. Tározó a játszóudvar területén nem alakítható ki, megléte esetén ügyelni kell a biztonsági előírások teljesülésére.
Amit figyelmesen, a jogszabályok szerint kell létrehozni: az udvar, az előszoba - öltöző lehetőség, a gyermekek nappali tartózkodására szolgáló helyiség(ek), fürdőszoba, mosdó.

## Személyi feltételek röviden
Mint ahogyan azt a családi napközi működtetésére vonatkozó jogszabály is kimondja, az ellátó személyeknek nem szükséges szakirányú végzettséggel rendelkezniük.
Sajátos nevelési igényű gyermeket csak olyan személy láthat el, aki feltétel és előítélet nélkül el tudja fogadni a másságot; el tudja fogadni azt a gyermeket, akit gondjaira bíznak, illetve a szülők másságát; nyitott arra, hogy kikérje szakember tanácsát, akinek családja is feltétel nélkül tolerálni tudja a fogyatékkal élő személyeket, aki a szolgáltatást igénybe vevő többi szülővel, gyermekkel is el tudja fogadtatni, hogy a napközi sérült gyermekek ellátását is vállalja.